# Who's Gonna Fill Their Shoes (chanson)
Singles de George Jones
Size Seven Round (Made of Gold)
(1985) The One I Loved Back Then (The Corvette Song)
(1986)
Who's Gonna Fill Their Shoes est le titre d'une chanson écrite par Troy Seals et Max D. Barnes et enregistrée par le chanteur américain de musique country George Jones. La chanson a été enregistrée pour son album Who's Gonna Fill Their Shoes (1985), dont elle est le premier single, publié en 1985.

## Texte et musique
Dans cette chanson, Jones évoque l'impossibilité de remplacer des légendes de la musique country telles que Waylon Jennings, Willie Nelson, Johnny Cash, Merle Haggard, Conway Twitty, Roy Acuff, Elvis Presley, Jerry Lee Lewis, Carl Perkins, Hank Williams, Marty Robbins, Lefty Frizzell et Patsy Cline.

## Réception

### Réception commerciale
La chanson a atteint la 3e position du hit-parade Hot Country Singles américain au milieu de l'année 1985.

### Réception critique
Eugene Chadbourne du site AllMusic présente la chanson comme un exemple de « ce genre de nécrophilie mystique et égocentrique qui est l'apanage de la musique country. »

## Positions dans les hits-parades
| Hit-parade (1985)                  | Position |
| ---------------------------------- | -------- |
| U.S. Billboard Hot Country Singles | 3        |
| Canadian RPM Country Tracks        | 2        |